# Cordilleras Continentales
Las cordilleras Continentales son una agrupación importante de cordilleras en las Montañas Rocosas ubicadas en el este de Columbia Británica y el oeste de Alberta. Es una designación fisiográfica para uso de geólogos y no es utilizada por el público en general; no se reconoce en Alberta y no aparece en los mapas topográficos, aunque los nombres de sus subcordilleras (Kootenay, Park o Main Cordilleras y cordilleras Frontales) son de uso común. Es la más grande y conocida de las tres subdivisiones principales de las Montañas Rocosas canadienses, las otras son las cordilleras Hart y las cordilleras Muskwa.

## Subcordilleras
Hay tres subdivisiones principales de las cordilleras continentales: las cordilleras Frontales, las cordilleras Park y las cordilleras Kootenay. Cada una de esas tres subdivisiones se divide en cadenas individuales de la siguiente manera: 
- Cordilleras Frontales
  - Cordillera Bare
  - Cordillera Bighorn
  - Cordillera Bosche
  - Cordillera De Smet
  - Cordillera Elk 
  - Cordillera Fairholme
  - Cordillera First 
  - Fisher Cordillera
  - Cordillera Goat 
  - Cordillera Greenhills 
  - Cordillera High Rock 
  - Cordillera Highwood 
  - Cordillera Jacques 
  - Cordillera Kananaskis 
  - Cordillera Lizard 
  - Cordillera Maligne 
  - Cordillera Miette 
  - Murchison Group
  - Cordillera Nikanassin 
  - Cordillera Opal 
  - Cordillera Palliser 
  - Cordilleras Queen Elizabeth 
  - Cordillera Ram 
  - Cordillera Sawback 
  - Cordillera Slate 
  - Cordillera Taylor 
  - Cordillera Vermilion
  - Cordilleras Victoria Cross 
  - Whitegoat Peaks
  - Cordillera Wisukitsak
- Cordilleras Park, también conocidas como Cordilleras Main.
  - Cordillera Blackwater
  - Cordillera Blue
  - Cordillera Bow
  - Campo de hielo de Chaba
  - Clemenceau-Chaba
  - Campo de Hielo Columbia
  - Grupo Drummond
  - Freshfields
  - Grupo Harrison
  - Campo de Hielo Hooker
  - Cordillera Kitchen
  - Le Grand Brazeau
  - División McKale-Chalco
  - Cordillera de Mitchell
  - Cordillera de Morkill
  - Cordillera de la Cola de Nutria
  - Cordillera del Arcoiris
  - Grupo Real
  - Cordillera Selwyn
  - Montañas del Rocío
  - Cordillera Sundance
  - Las Murallas
  - Cordillera del Tridente
  - Cordillera Van Horne
  - Cordillera Bermellón
  - Campo de hielo Wapta
  - Campo de hielo Waputik
  - Montañas Waputik
  - Cordillera Presidente
  - Cordillera Winston Churchill

- Cordilleras Kootenay
  - Cordillera Beaverfoot
  - Cordillera Brisco
  - Cordillera Hughes
  - Cordillera Stanford
  - Cordillera Van Nostrand